# Simson SR4
Simson SR4 − seria Simsonów nazywana potocznie serią ptaków (z niem. Vogelserie), a to dlatego, że wszystkie cztery modele z tej serii nosiły nazwę wybranego ptaka, którego najbardziej przypominały (np. SR4-1 "Spatz" – "Wróbel").

## Modele z serii SR4
Simson SR4-1 Spatz – Wróbel
Simson SR4-2 Star – Szpak
Simson SR4-3 Sperber – Krogulec
Simson SR4-4 Habicht – Jastrząb